# Diaphania busccalis
Diaphania busccalis is een vlinder uit de familie van de grasmotten (Crambidae), uit de onderfamilie van de Spilomelinae. De wetenschappelijke naam van deze soort is voor het eerst voorgesteld als Margaronia busccalis door William Schaus in een publicatie uit 1920.
De soort komt voor in Hispaniola.